# Typhlotanaidae
Typhlotanaidae är en familj av kräftdjur som beskrevs av Jürgen Sieg 1986. Typhlotanaidae ingår i ordningen tanaider, klassen storkräftor, fylumet leddjur och riket djur.
Familjen innehåller bara släktet Typhlotanais.